# 岡部紗季子
岡部 紗季子 (おかべ さきこ、1988年5月16日-）は、日本の元体操選手。東京都出身。朝日生命体操クラブ出身。藤村女子高等学校・明治大学卒業。得意技は逆立ち・宙返り。

## 略歴
- 体操を始めたのは3歳のとき。理由は家の近くに体操教室があったことから。手足が驚くほど長く、抜群のスタイルを誇る[1]。
- 2002年　ナショナルチームメンバー 初選抜
- 2003年　全国中学生大会　団体優勝　個人総合2位
- 2004年　高校総体　インターハイ　団体優勝（2004-2006 団体3連覇）
- 2005年　JOC 全日本ジュニア体操競技選手権大会 個人総合 優勝
- 2005年　全日本選手権大会  個人総合2位　団体2位  平均台3位
- 2005年　スイスカップ（チューリヒ）男女混合9位
- 2006年　全日本選手権大会　団体優勝
- 2007年　ユニバーシアード大会（バンコク） 団体4位
- 2008年　全日本学生体操競技選手権大会　２部個人総合　優勝
- 2009年　ユニバーシアード大会（ベオグラード） 団体4位 個人総合9位
- 大学卒業後に第一線を退いた後は、後進の指導に当たっている。
- 体操やスポーツを通して得た笑顔や感動を様々な方に伝えたいと強く思い、カナダとオーストラリアへ一流コーチのもと教育スタイルを学んだ。
- 2019年 スポーツブランディング会社 株式会社W.O.Eを起業。

## TV
2017年
- TBSテレビ「KUNOICHI」(2月, 7月)
- TOKYO MX「週末ハッピーライフ！お江戸に恋して」
- BSフジ「アスリートチャンピオンボウリング」
- J-Sports「TRACK PARTY 2017」
- TBSテレビ「S☆1」

2018年
- TBSテレビ「KUNOICHI」
- TBSテレビ「消えた天才」
- テレビ朝日「クイズプレゼンバラエティー Qさま!!」今の日本がよくわかる！最新 都道府県ランキング「なんでここが1位なの？」SP
- BS朝日「アスリートインフィニティ」
- テレビ朝日「超人女子」

## 雑誌
2006年
- 週間プレイボーイ アスリート特集

2020年
- FRIDAY「逆立ち女子　岡部紗季子」が世界を巡る！

## 書籍
2019年
- サンマーク出版「世界一効く体幹トレーニング」書籍モデル

## Web
2016年
- NIKE「身の程知らず」

2017年 
- THE ANSWER (計6回)
- TBSテレビ Yeahhh!

2018年
- ハッシャダイリゾート PR用動画
- Athlete LIVE アスリート体育会の為のキャリアマガジン
- GROWING　第二の内村航平、白井健三を「逆立ち女子」が“街の子ども”に体操を教える理由

2019年
- 日本ユニセフ協会 UNICEFJapanNatCom
- 岡部紗季子の挑戦 ～子どもたちと一緒に30秒間逆立ちにチャレンジ～
- Healthy Live「スポーツは人を美しくする。」

2021年
- sports japan GATHER
- セントラルスポーツ「セントラルスポーツが暮らしの中に」

## イベント
2015年
- 中野にぎわいフェスタ2015

2016年
- Bリーグ 三遠ネオフェニックス本拠地開幕戦

2017年
- NHK Nスポ！2017
- UNIQLO MOVE × BREAKFAST RUN
- SPORTS CHALLENGE 3DAYS
- テレビ朝日 SUMMER STATION
- 東北チアフェスティバル
- 夢先生 (2017-2018)

2018年
- Y.S.C.C 横浜 VS 広島エフ・ドュ戦 ゲストMC

2019年
- 実技講演-小学生対象に体操体験会-

2020年
- ATHLETE BOOK/meets 26 Athletes
- テラスポキッズ〜元体操選手に教わる親子で”逆上がり体験教室”〜
- モリシアスポーツアカデミー 〜元体操選手に教わる親子で”逆上がり体験教室”〜

## 舞台
2019年
- スポーツミュージカル「energy」～笑う筋肉～ (3月・11月)

## タイアップ
2018年
- ポカリスエットゼリー

2019年
- まなびのちから幼児体操教室 プロデュース

2020年
- パンツ専門ブランドSTORY（ストーリー）とコラボレーション

## YouTube
2020年
- 岡部紗季子 W.O.E Channel
- 鈴木大輔 HISTORIAN
- FIGHTER’S FLOW チャンネル
- 那須大介のロッカールーム

## CM
- オリックス銀行 カードローン 「体操女子編」[2]